# Valvatida
De Valvatida vormen een orde van zeesterren (Asteroidea) in de superorde Valvatacea.

## Kenmerken
Deze orde bestaat uit zowel zeer kleine soorten van slechts enkele millimeters groot tot grotere zeesterren die wel 75 centimeter groot kunnen worden. Bijna alle soorten hebben vijf armen. De armen van de zeesterren in deze orde hebben twee opvallende rijen van randplaten en zuignappen. De pedicellaria zijn, indien aanwezig, tangvormig.

## Families
- Acanthasteridae
- Archasteridae Viguier, 1878
- Asterinidae Gray, 1840
  - = Anseropodidae Fisher, 1906
- Asterodiscididae Rowe, 1977
- Asteropseidae Hotchkiss & Clark, 1976
  - = Asteropidae Fisher, 1908
  - = Gymnasteriidae Sladen, 1889
  - = Valvasteridae Viguier, 1878
- Chaetasteridae Sladen, 1889
- Ganeriidae Sladen, 1889
- Goniasteridae Forbes, 1841
  - = Pentopliidae H.E.S. Clark, 1971
- Leilasteridae Jangoux & Aziz, 1988
- Mithrodiidae Viguier, 1878
- Odontasteridae Verrill, 1899
  - = Gnathasteridae Koehler, 1924
- Ophidiasteridae Verrill, 1870
  - = Linckiidae Viguier, 1878
- Oreasteridae Fisher, 1911
- Podosphaerasteridae Fujita & Rowe, 2002
- Poraniidae Perrier, 1875
- Solasteridae Viguier, 1878
- Sphaerasteridae Schöndorf, 1906 †

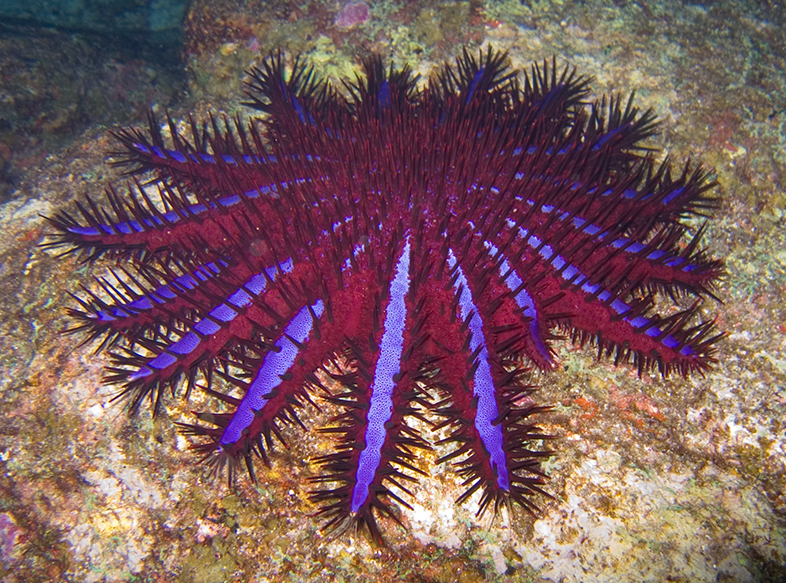
Doornenkroon (Acanthaster planci)
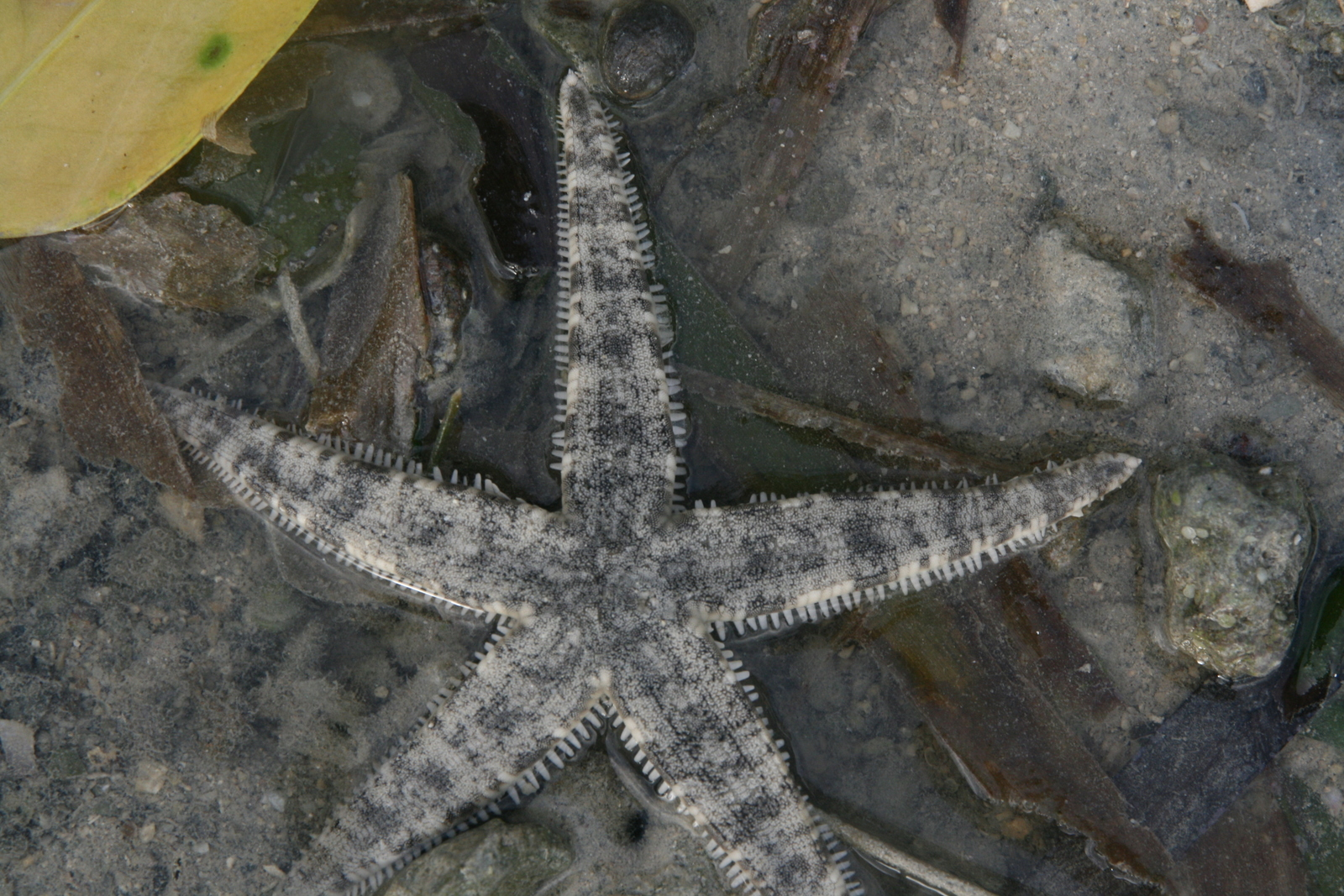
Archaster typicus
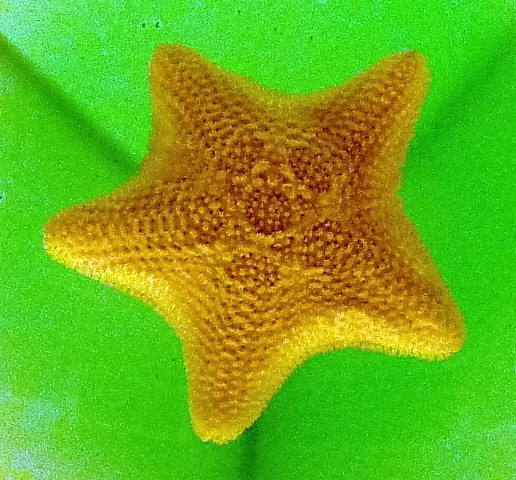
Asterina gibbosa
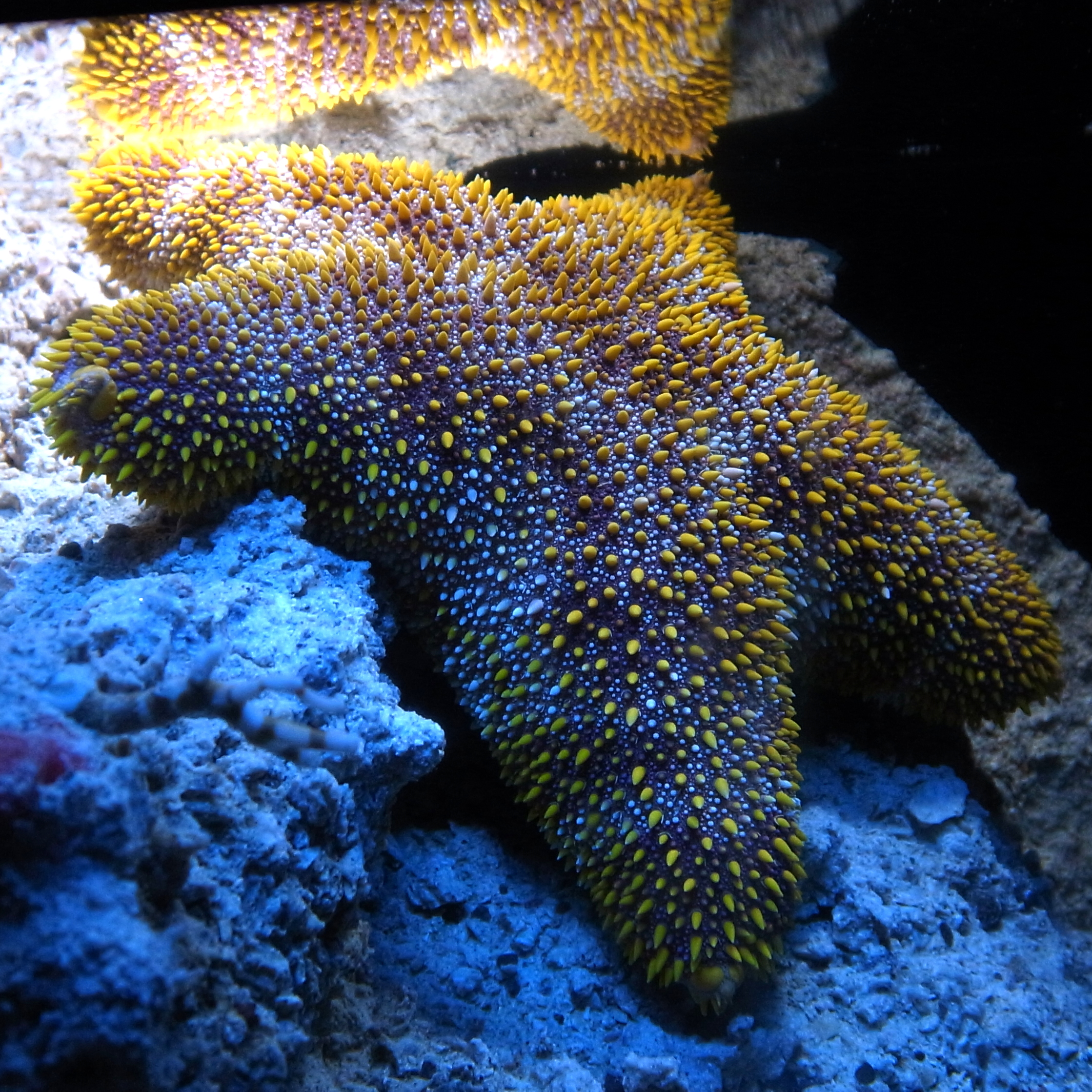
Asterodiscides japonicus
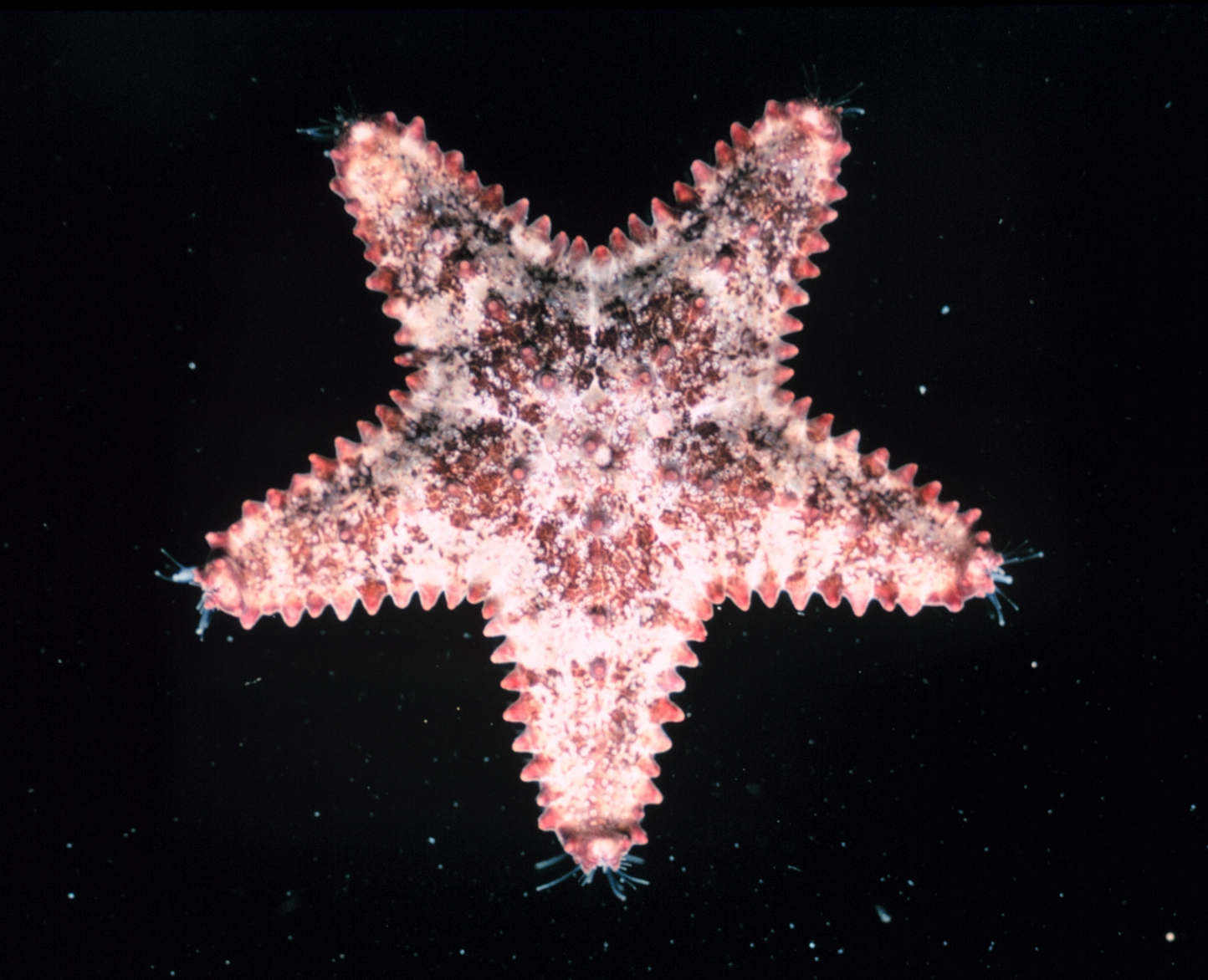
Asteropsis carinifera
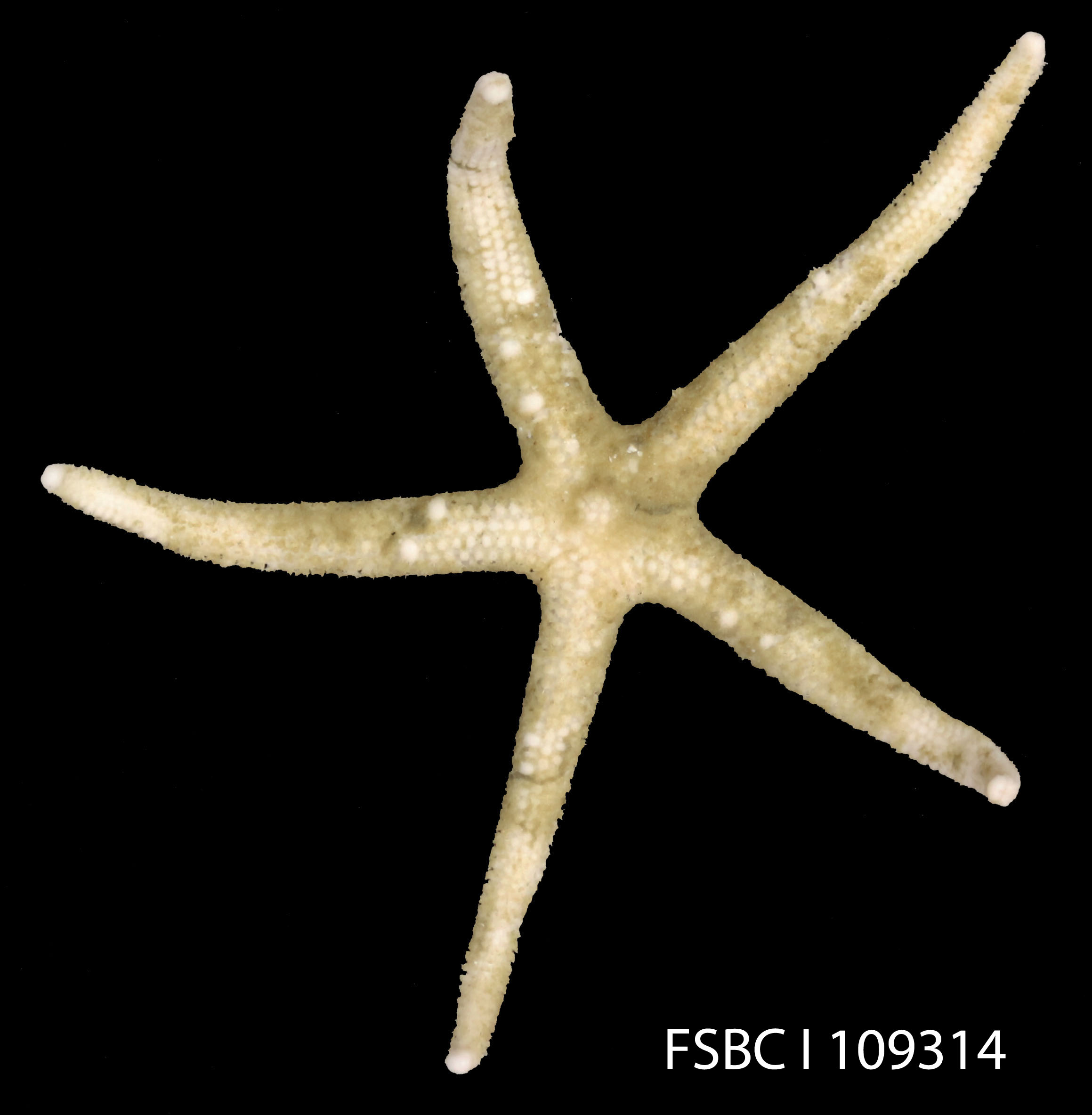
Chaetaster nodosus
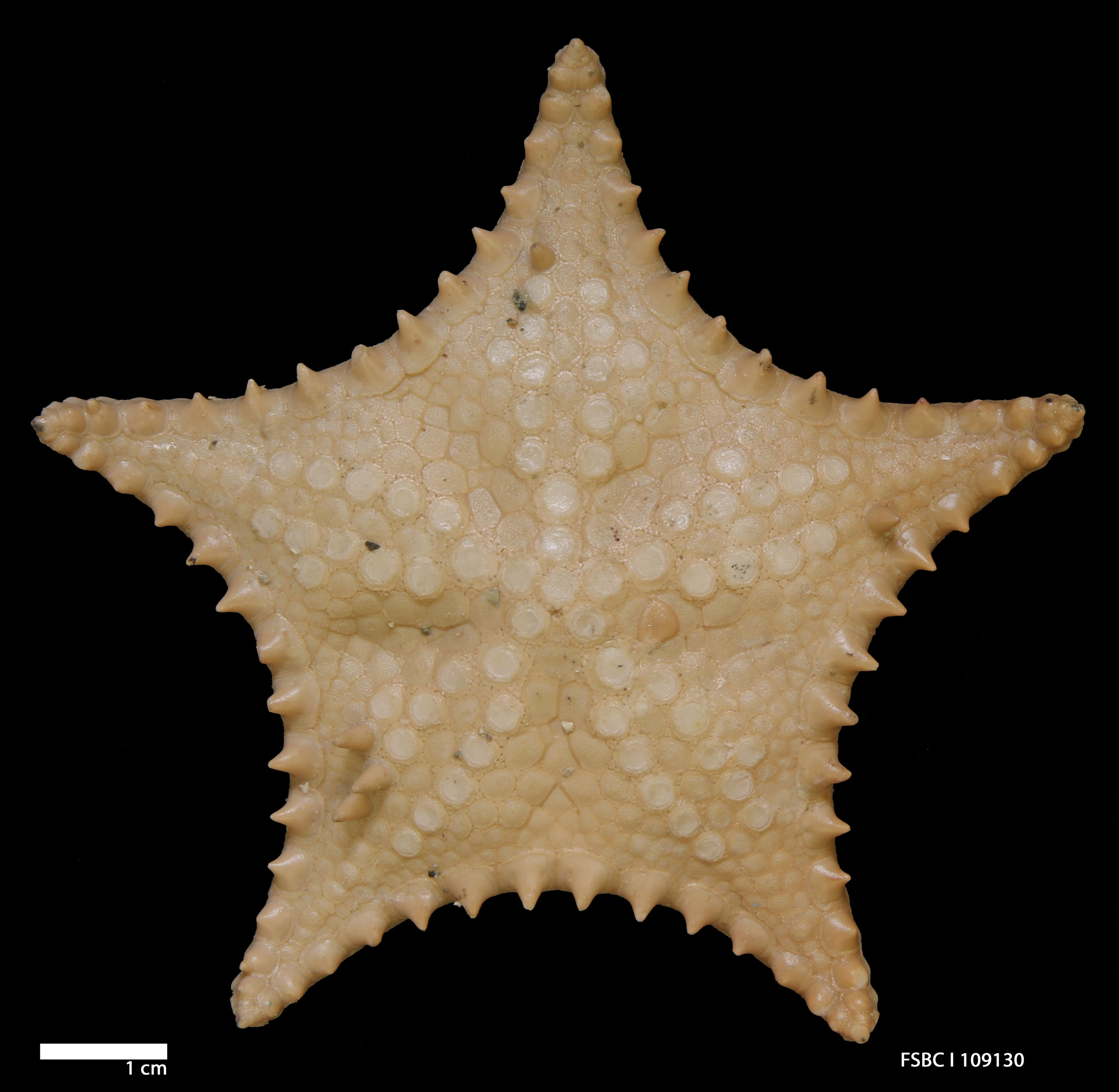
Goniaster tessellatus
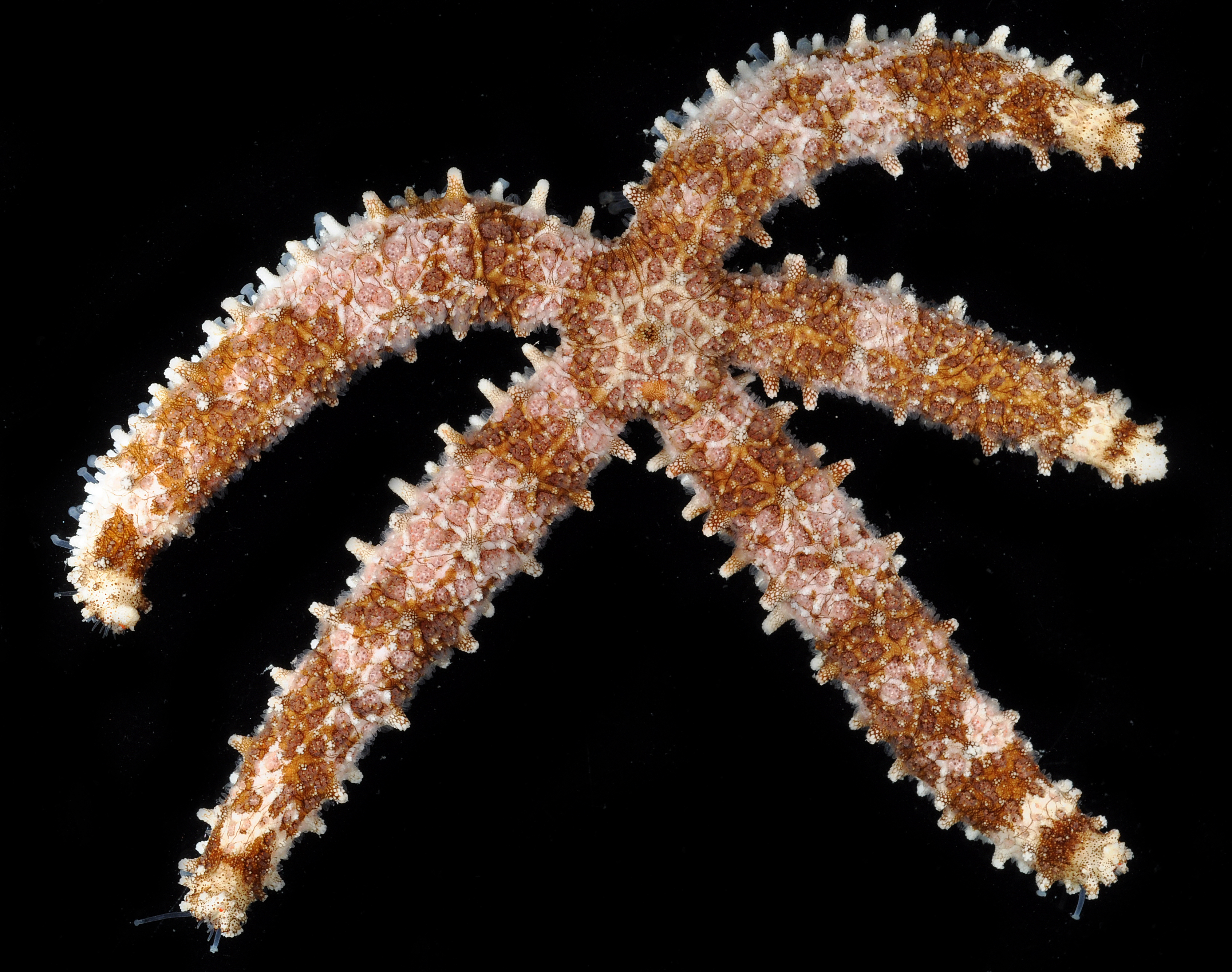
Mithrodia clavigera
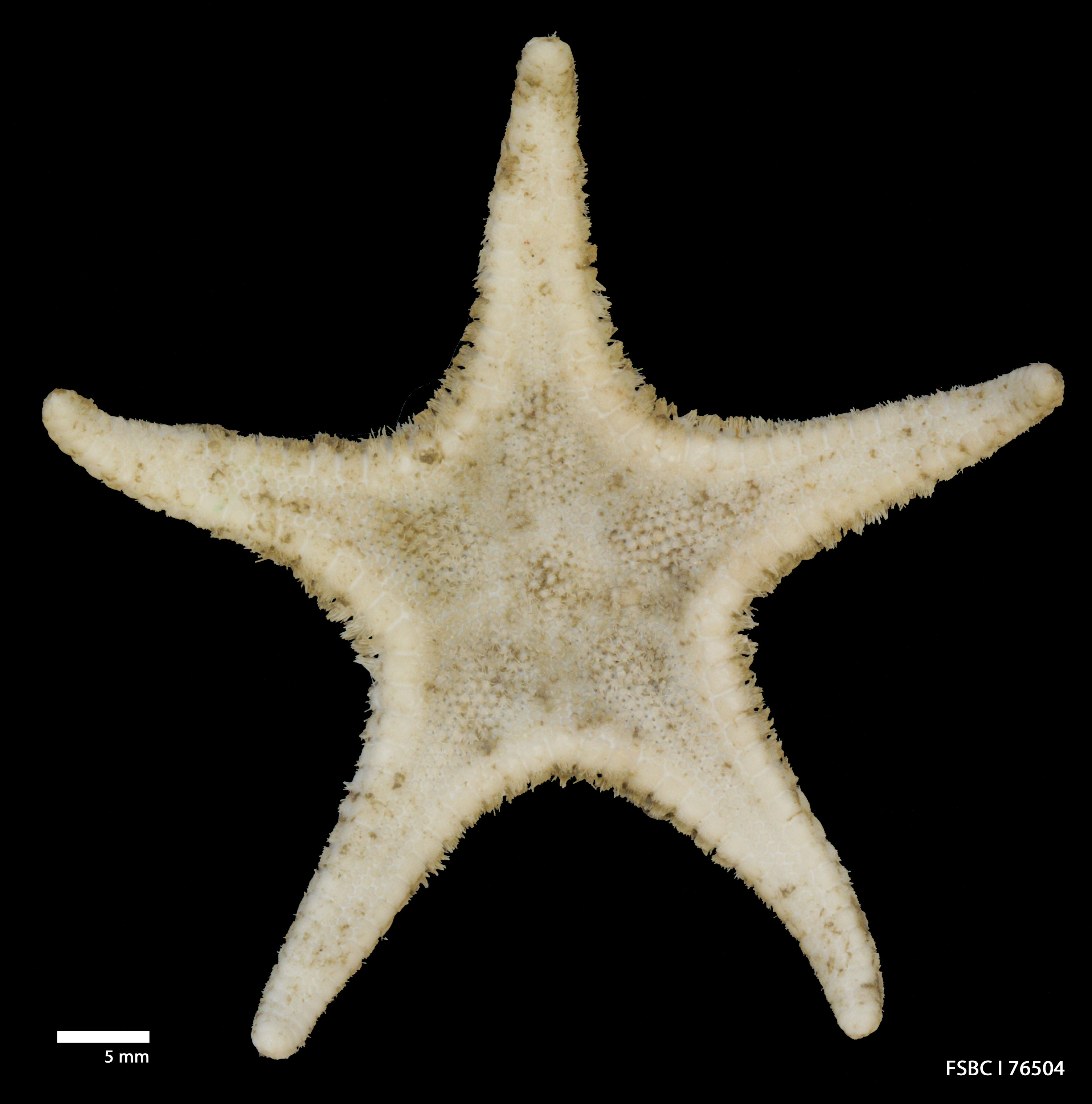
Odontaster robustus
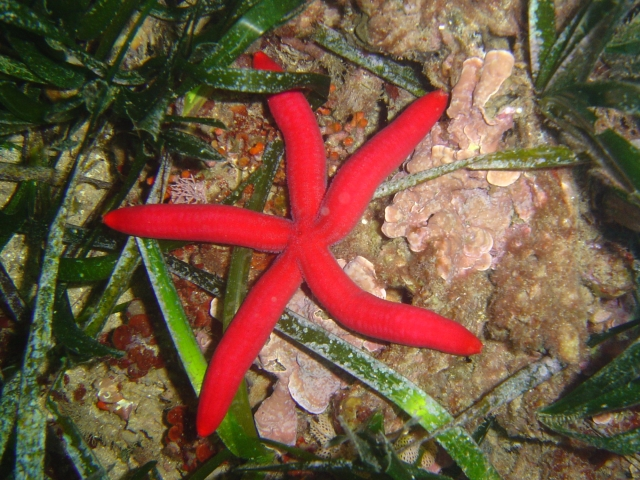
Ophidiaster ophidianus
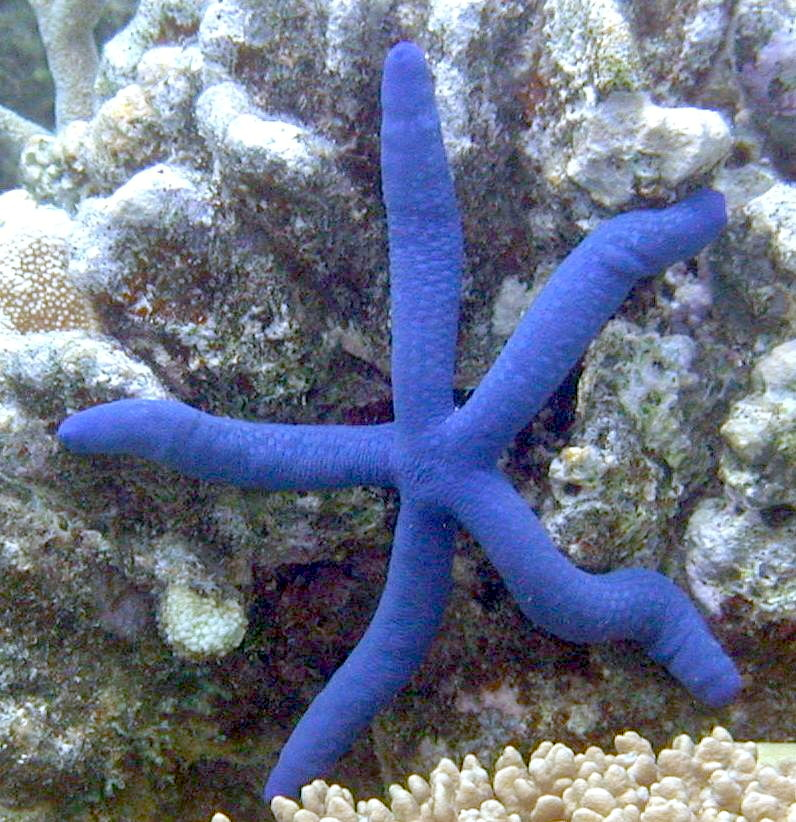
Linckia laevigata
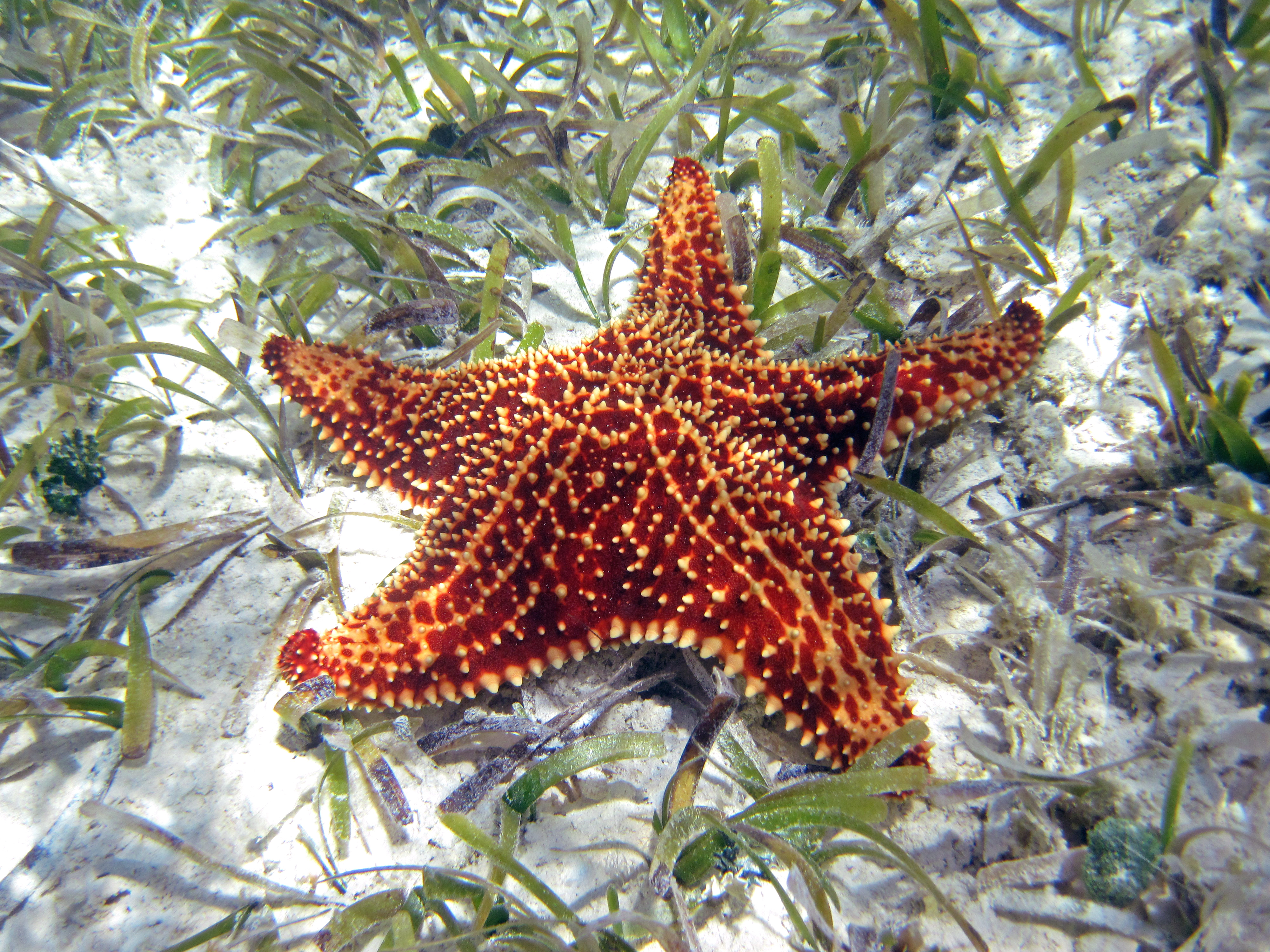
Oreaster reticulatus
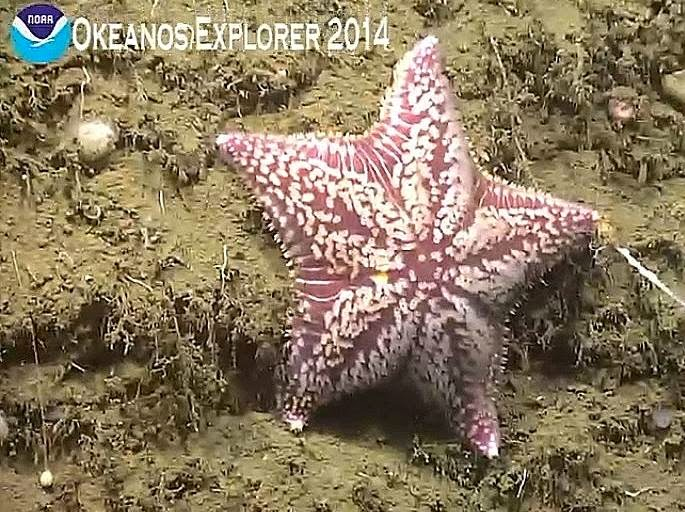
Porania pulvillus
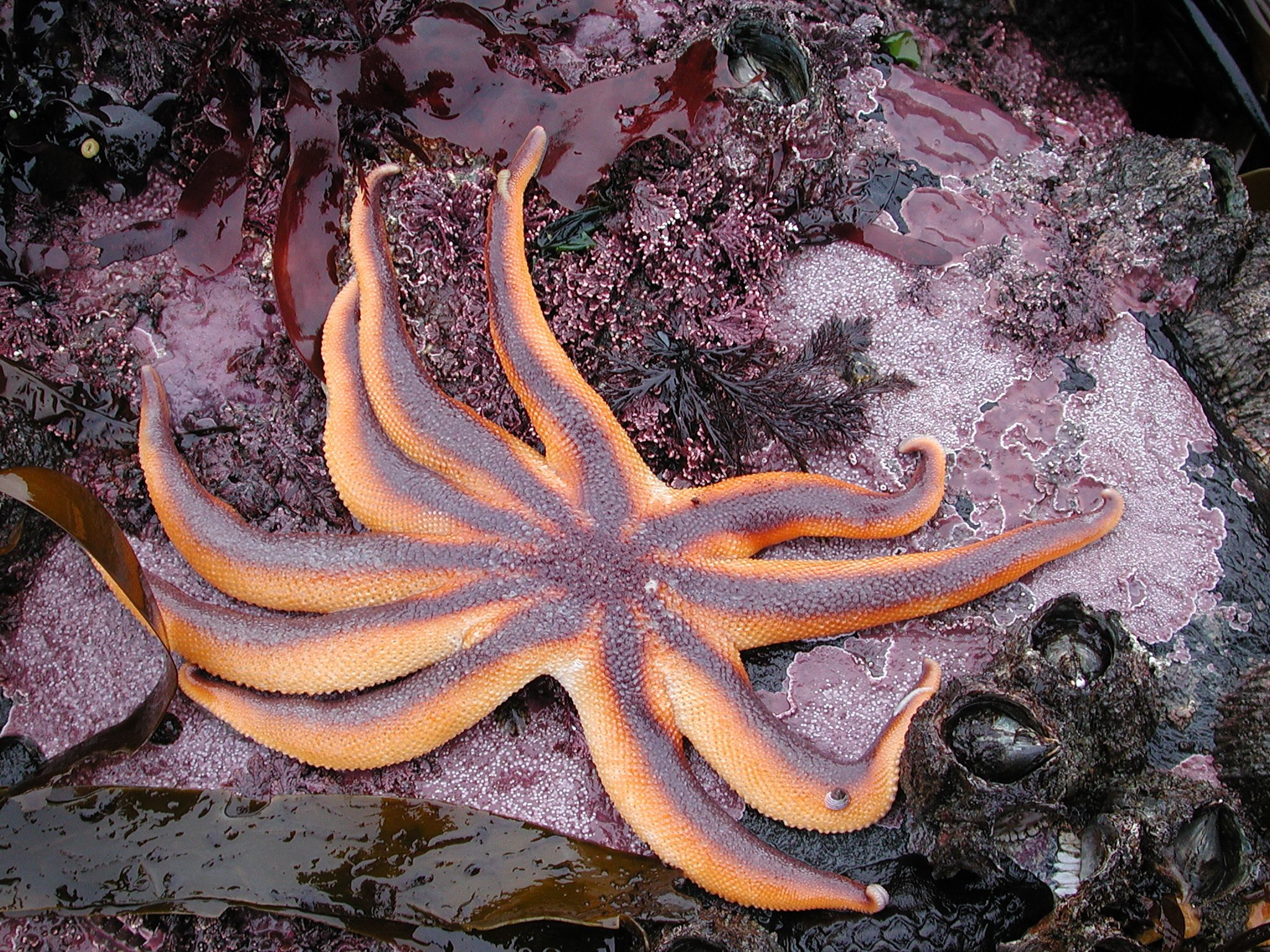
Solaster stimpsoni